# سیارک ۱۹۴۶۶
سیارک ۱۹۴۶۶ (به انگلیسی: 19466 Darcydiegel، نامگذاری:1998HQ34) نوزده هزار و چهارصد و شصت و ششمین سیارک کشف شده‌است که در ۲۰ آوریل ۱۹۹۸ کشف شد.
قدر مطلق سیارک برابر ۱۱.۷ است.